# Sudamerlycaste cobbiana
Sudamerlycaste cobbiana är en orkidéart som först beskrevs av Benjamin Samuel Williams, och fick sitt nu gällande namn av Fredy Archila. Sudamerlycaste cobbiana ingår i släktet Sudamerlycaste och familjen orkidéer. Inga underarter finns listade i Catalogue of Life.

## Bildgalleri

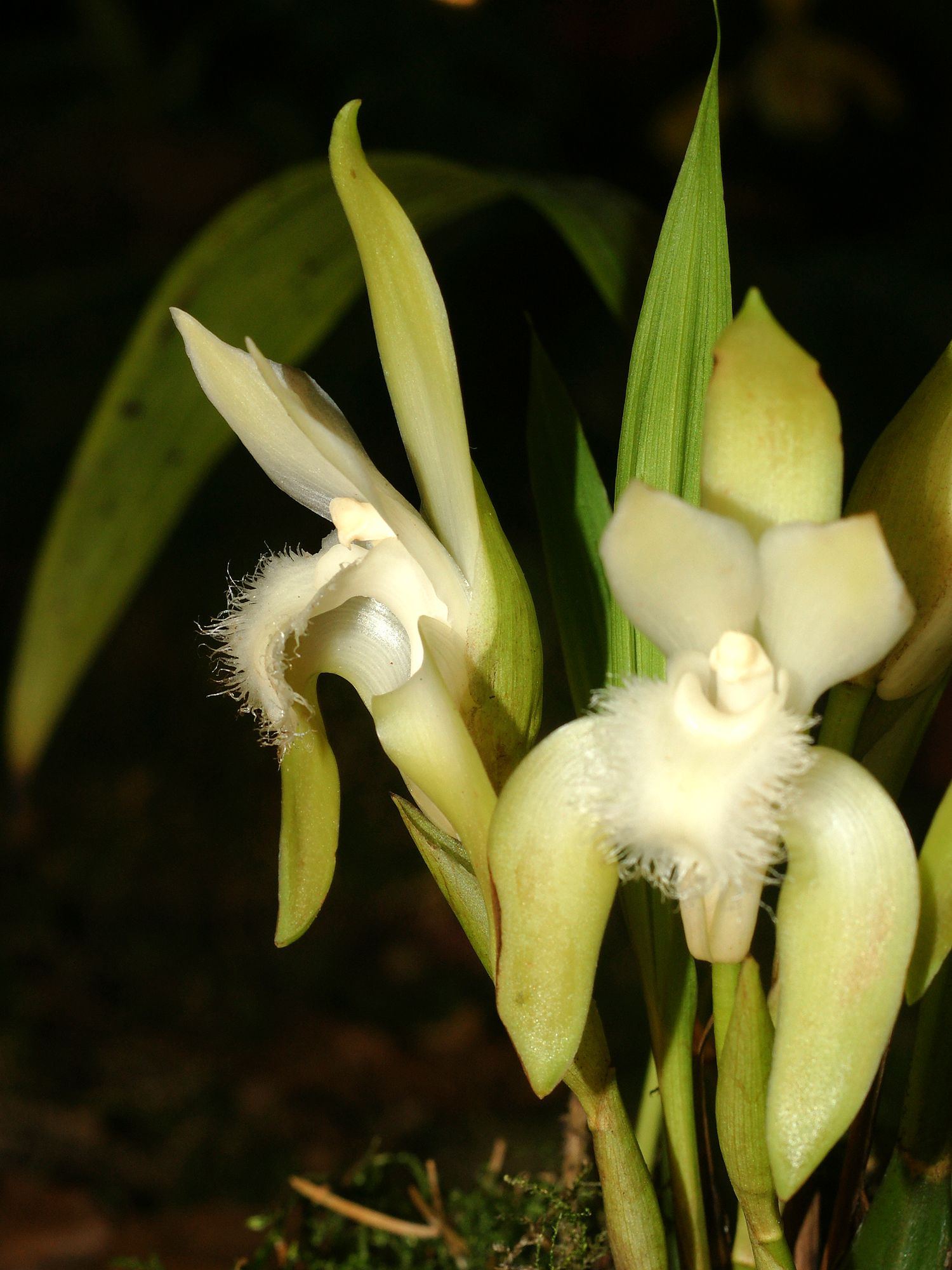
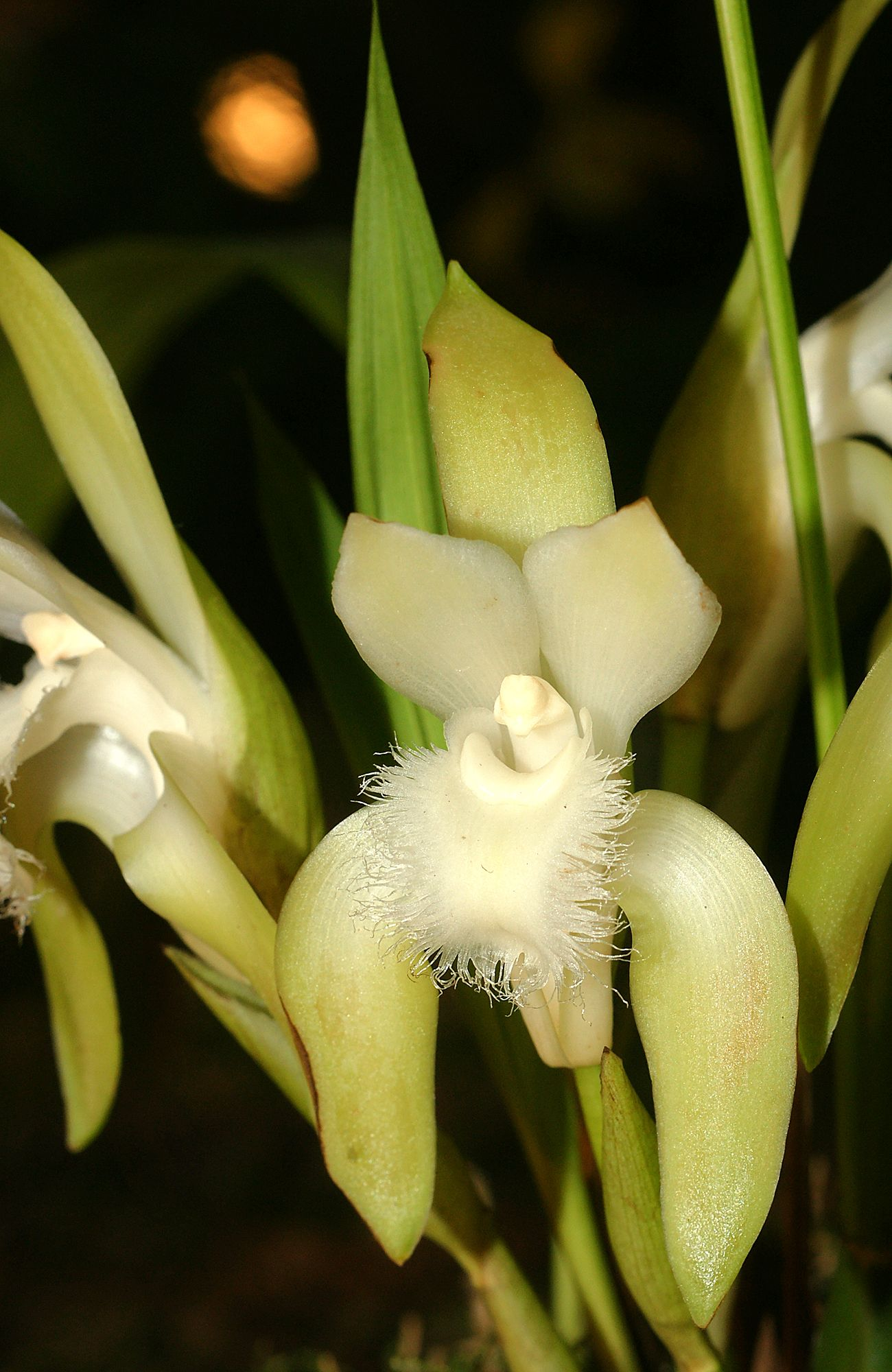